# Řečtí prabozi

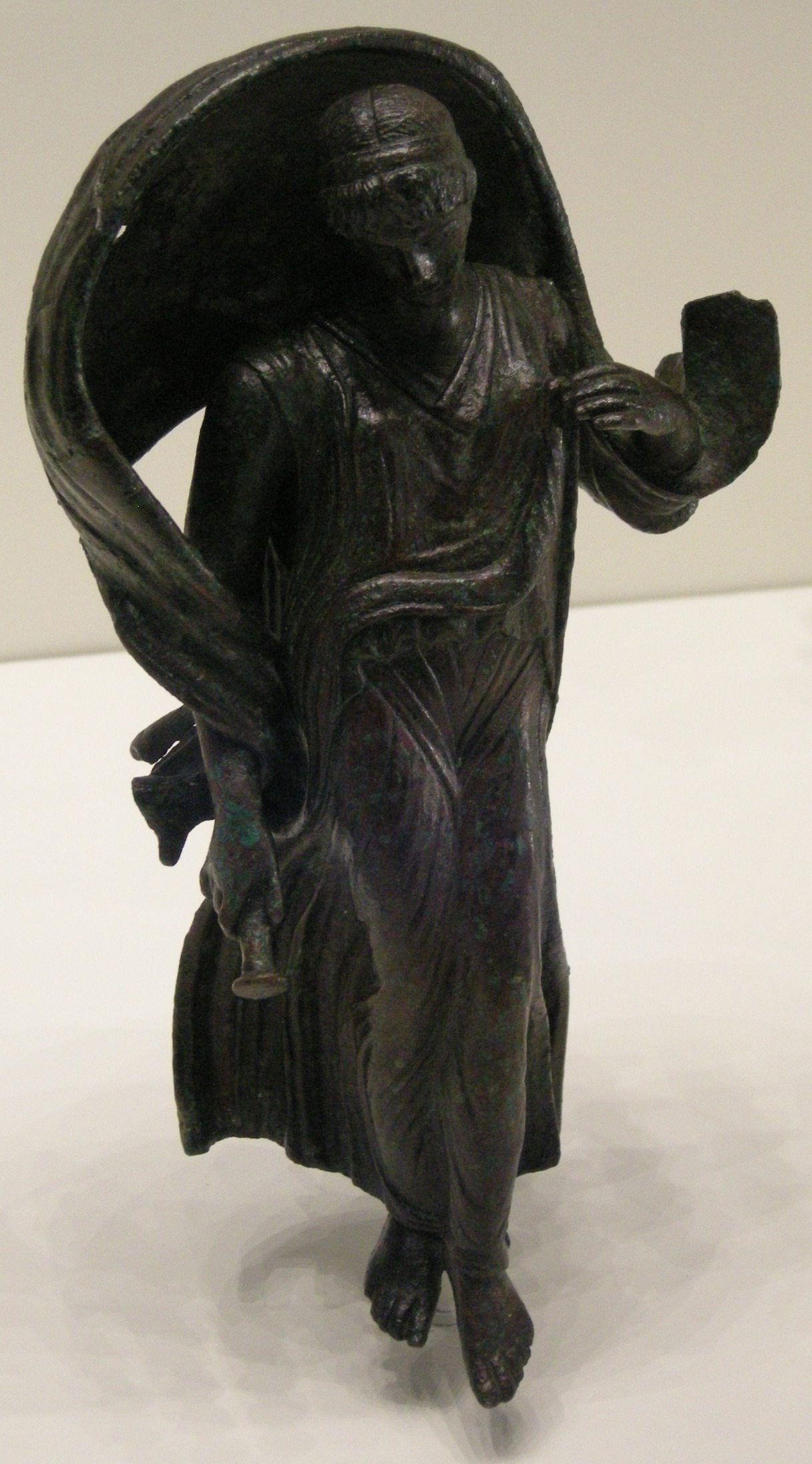
Římská soška patrně znázorňující Nyx

Prabozi, prvotní božstva či stvořitelská božstva (řecky protogenoi, jednotné číslo protogenos) jsou první generací bohů v řecké mytologii, která se rozvinula ve starověkém Řecku. Tato božstva představovala základní síly a nebyla aktivně uctívána, protože jim většinou nebyly dány lidské vlastnosti. Byly to personifikace míst nebo abstraktní pojmy. Nejznámější systém řeckých primordiálních božstev představil Hésiodos.

## Hésiodův systém
Hésiodos ve své Theogonii (7. století př. n. l.) považuje za první princip Chaos (nekonečno, prázdnota). Z něj se zrodí prabožstva Erebos (věčná tma), Gaia (Země), Tartaros (propast, podsvětí), Nyx (noc) a Erós tedy láska či život (jakkoli v jednom z pozdějším mýtů je Erós synem Afrodíty a Arése). Ze spojení Nyx a Ereba vzešli Aithér (Světlo) a Hémerá (Den). Z Gaii vzešel Úranos (obloha), Oúrea (hory) a Pontos (moře). Ze spojení Gaie a Úrana se zrodili Titáni a Kyklopové. Titáni Kronos a Rheia pak zplodili generaci olympských bohů: Dia, Poseidóna, Háda, Hestii, Héru a Démétér. Ti svrhli Titány. Vláda Dia ukončila boj mezi bohy.

## Jiná pojetí
Hésiodovi protogenoi jsou nejznámější, ale nikoli jediní v řecké tradici. Ilias, epická báseň připisovaná Homérovi, uvádí, že rodiči všech božstev jsou Ókeanos a možná i Téthys. Alkmán (asi 7. století př. n. l.) označil za prvotní bohyni Thetis (není totožná s Téthys). Ta prý v bezcestné, beztvaré prázdnotě vytvořila poros (cestu), tekmor (znak) a skotos (temnotu). Orfická poezie (asi 530 př. n. l.) učinila prvotní princip z Nyx. V orfické tradici je také důležitý Fanés, božstvo světla a plození, někdy ztotožňovaný s Erótem. Fanés má být původním vládcem vesmíru, který se vylíhl z kosmického vejce. Orfická tradice také mezi prvotní božstva zahrnuje Ananké (nutnost, nutkání) a Chronose (čas), jenž není totožný s Kronem. Parmenidés (asi 510 př. n. l.–450 př. n. l.) prý za prvotní sílu považoval Érota (uvádí to Platón v Symposionu). Aristofanés (asi 446–386 př. n. l.) ve své hře Ptáci napsal, že prvním božstvem byla Nyx, a že zplodila Eróta z vejce. Ferekýdés ze Syru (6. století př. n. l.) ve své Heptamychii napsal, že existují tři božské principy, které předcházejí všem věcem a které vždy existovaly: Zas (Ζάς, Zeus), Chtonie (Χθονίη, Země) a Chronos (Χρόνος, Čas). Reagoval tím na jistou nespokojenost řady Řeků, že by jejich nejváženější bůh měl patřit až k jakési třetí generaci (nebyl jediný, kdo kvůli tomu kritizoval Hésiodův systém). Empedoklés (asi 490–430 př. n. l.) napsal, že existují čtyři živly, které v konečném důsledku tvoří vše: oheň, vzduch, voda a země.  Řekl, že existují dvě božské síly Filotes (Láska) a Neikos (Svár), které utkaly vesmír ze živlů. Platón (asi 428–347 př. n. l.) představil (vTimaiovi) koncept demiurga, který modeloval vesmír podle Idejí.
Někteří starořečtí autoři princip prvotních božstev plně odmítli a kritizovali. Například Xenofanés, který považoval prvotní božstva za nemravná, nebo Aristotelés, který oponoval vlastním konceptem arché.